# 劉封
劉封，原名寇封（190年代—220年），东汉長沙郡羅縣（今湖北省宜昌市枝江市）人，出身名門世家，蜀汉开国之君刘备养子，官至副军将军。

## 生平

### 家世显赫
劉封出身荊州世家，是羅侯寇氏之子（即枝江是其家族封地，国名羅侯），長沙劉氏外孙。左将军刘备寄寓荆州时，因为没有子嗣，收其为养子。

### 平定益州
汉献帝建安十六年（211年），左將軍领荆州牧刘备受益州牧刘璋之邀入蜀，帮其消灭割据汉中的镇民中郎将领漢寧太守张鲁。刘备北驻葭萌，次年与刘璋反目，召诸葛亮、张飞等夹攻益州。刘封时年二十余，“有武艺，气力过人”，跟随军师中郎将诸葛亮、征虏将军张飞入蜀，“所在战克”，以功拜副军中郎将。

### 攻取三郡
建安二十四年（219年），左将军领荆州牧、益州牧刘备命宜都太守孟达北攻房陵，房陵太守蒯祺遇害，孟达继续进攻上庸，刘备对孟达不太放心，于是命副军中郎将刘封从汉水西下，节制孟达所部，上庸太守申耽、西城太守申仪投降，刘封以功拜副军将军。

### 拒援關羽
不久刘备自称汉中王，前将军假节钺大都督荆州关羽發動北伐，围困襄阳、樊城，多次命令刘封、孟达发兵相助，被刘封、孟达以上庸三郡投降不久局势不稳为由拒绝。结果呂蒙偷袭荊州，关羽撤军，所部溃散，在临沮被孙权擒获，献首曹操。刘备因此对二人不满。
刘封本与孟达不和，又因劉封搶走孟達的军队，孟达既害怕刘备将来算账，亦不满刘封的欺凌，率所部四千人投降魏国。魏文帝曹丕拜孟达为散骑常侍、建武将军，封平阳亭侯，命其与征南将军夏侯尚、右将军徐晃进攻上庸三郡，并预将三郡合并为新城郡，以孟达领新城太守。
此時孟达写信给刘封劝降，信中提到劉封與漢中王劉備的關係，實際上不過是路人而已，論親情並不是親生骨肉卻身居權勢之位，名義上不是君臣卻擔任很高的職位，出征則有獨自領兵征伐一方，居則有副軍之號，又说刘备已经立劉禪为太子，刘封地位堪忧，孟達引用古人的例子，認為申生如果聽從子輿的勸告，必定會像太伯一樣成就一番事業。衛伋如果能夠聽從他同父異母弟弟公子壽的勸告，就不會讓他父親衛宣公的罪過暴露，而被天下人譏諷嘲笑。像是齊國小白逃出國外避難，後來回國得到王位成就霸業。晉國的重耳翻牆逃走出國流亡，最終回國繼承了王位。信中還提魏文帝受禪讓登基，虛心待下，以仁德懷柔遠方，如果劉封能歸順，不但能和孟達平起平坐，還能受到三百戶的封賜，还能续封为罗侯。
劉封拒絕了孟達的勸誘。西城太守申仪背叛刘封，刘封战败退回成都，上庸太守申耽則隨即投降魏军。

### 被賜自盡
刘封回到成都后，刘备斥责他欺凌孟达，又不發兵援救关羽，但並未打算治劉封死罪；然而劉備身旁的诸葛亮認為，將來劉禪繼位後难以驾驭為人刚毅勇猛著称的刘封，因此建議刘备将其除掉，于是刘备将刘封赐死，命其自杀。刘封临死之前叹息“恨不用孟子敬之言！”劉封自殺身亡後，劉備为之流涕。

## 古迹
明《荆州方舆书》、清《东湖县志》、《宜昌府志》等史籍均有刘封在宜都筑有御敌城垒“刘封城”的记载，地在县西北二十里南津关北岸山三游洞顶，更指出刘封曾与孟达同守宜都。三游洞风景区内有刘封城遗址，其范围内也有汉砖等。唯《三国志》无载刘封曾任宜都太守，或为阙载。

## 家庭
子：刘林，官至牙门将，蜀汉灭亡后被迁徙到河东。

## 评价
- 孟达：“刘封、申耽，据金城千里而失之乎！”
- 陈寿：“刘封处嫌疑之地，而思防不足以自卫。彭羕、廖立以才拔进，李严以干局达，魏延以勇略任，杨仪以当官显，刘琰旧仕，并咸贵重。览其举措，迹其规矩，招祸取咎，无不自己也。”
- 毛宗岗：“刘封之拒孟达，与糜芳之从傅士仁则有异矣。然既然拒之于终，何不拒之于始；既能斩孟达之使而不降曹操，何以听孟达之谮而不救关公乎？南郡之救樊城也难，糜芳不听士仁则必死；上庸之援麦城也易，封不听孟达则未必至于死。惜其见之不早耳。”
- 李贽：“刘封虽不出救，其罪正与糜芳同科，俱是情有可原者也。若傅士仁，孟达，则反国之贼也，罪不容诛矣。凡读史者，定须原情定罪，方不冤枉了人也。”

## 影视形象
- 1994年电视剧《三国演义》：王振伟、赵振华
- 1996年电视剧《三国英雄传之关公》：林敏祥
- 2004年电视剧《武圣关公》：李相博
- 2010年电视剧《三国》：张方宇

## 動漫遊戲
- 漫畫《火鳳燎原》（陳某）:於荊南奪城篇時登場，為司馬家刺客組織「殘兵」新一代成員奉司馬懿之命跟隨燎原火，後奉諸葛亮之命以「寇封」之名潛伏於武陵太守金旋門下，在戰場上協助劉備將金旋軍擊敗。及後被劉備收為義子，被王雙、郭淮等新一代殘兵視為叛徒。[來源請求]

## 延伸阅读
[在维基数据编辑]
 《三國志/卷40》，出自陳壽《三國志》
 在维基共享资源阅览影像
1. ↑  《三國志集解·劉封傳》：《郡国志》：南郡枝江，侯国，本罗国。长沙郡罗。◎《水经·江 水注》：枝江，故罗国，盖罗徙也。罗故居宜城西山，楚文王又徙之于长沙，今罗县是矣。 《一统志》：罗县故城，在今湖南长沙府湘阴县东北。◎弼按：宜城为罗故国，一迁于枝江，再迁于长沙也。◎赵一清曰：罗侯，地名。传言继统罗国，岂寇恂之后有封于罗者乎？◎沈家本曰：寇恂封雍奴侯，其后有徙封者，无可考。 《郡国志》长沙郡属县罗。不言是侯国，则罗国之封在永和五年后也。